# Rauno Nurger
Rauno Nurger (Tallinn, 24 novembre 1993) è un cestista estone.

## Carriera
Con l'Estonia ha disputato i Campionati europei del 2022.

## Palmarès
- Campionato estone: 2

Kalev/Cramo: 2020-2021, 2023-2024
- Coppa di Estonia: 2

Kalev/Cramo: 2020, 2024
- Lega Lettone-Estone: 1

Kalev/Cramo: 2020-2021